# ایران در ۲۰۲۲
ایران در ۲۰۲۲ گاه‌شماری از مهم‌ترین رویدادها در سال ۲۰۲۲ در کشور ایران است.

## رویدادها

### ژانویه
- ۱ ژانویه - درگیری‌ها در سیستان و بلوچستان[۱][۲]
- ۱۹ ژانویه - ابراهیم رئیسی رئیس‌جمهور ایران در سفری دو روزه با ولادیمیر پوتین رئیس‌جمهور روسیه دیدار کرد.[۳][۴][۵]
- ۲۷ ژانویه - تیم ملی فوتبال ایران با شکست دادن تیم ملی عراق با نتیجه یک بر صفر، به‌طور رسمی به جام جهانی فوتبال ۲۰۲۲ قطر صعود کرد. تک گل بازی توسط مهدی طارمی به ثمر رسید. بازی با حضور بانوان در ورزشگاه برگزار شد.[۶][۷]

### فوریه
- ۳ فوریه - یک فایل صوتی حدوداً ۵۰ دقیقه‌ای از جلسه محرمانه برخی از فرماندهان سپاه شامل محمدعلی جعفری، فرمانده کل سپاه پاسداران وقت و صادق ذوالقدرنیا، معاون سابق اقتصادی و سازندگی سپاه پاسداران در سال ۹۷ دربارهٔ فساد نیروهای مرتبط با نیروی قدس سپاه، بنیاد تعاون سپاه و شهرداری تهران توسط رادیو فردا منتشر شد.[۸][۹][۱۰]

### مارس
- ۱۶ مارس - نازنین زاغری و انوشه آشوری شهروندان دو تابعیتی بریتانیایی-ایرانی که به جرم جاسوسی و توطئه برای سرنگونی حکومت ایران بازداشت شده بودند، در ازای تسویه ۵۳۰ میلیون دلار بدهی تاریخی انگلستان به ایران، ایران را ترک کردند.[۱۱][۱۲][۱۳]

### آوریل
- ۱ آوریل - تیم ملی فوتبال ایران با تیم‌های انگلیس، آمریکا و ولز در گروه B جام جهانی قرار گرفت.

### مه
۲۳ مه - ساختمان متروپل آبادان به علت عدم کیفیت مناسب سازه فرو ریخت. ساختمان توسط هلدینگ عبدالباقی ساخته حسین عبدالباقی فرو ریخت.

### ژوئن
- ۱۰ ژوئن - نیکلاس مادورو رئیس‌جمهور ونزوئلا برای امضای سند همکاری ایران و ونزوئلا وارد ایران شد.[۱۷][۱۸][۱۹]
- ۱۴ ژوئن - حجت‌الله عبدالملکی وزیر تعاون، کار و رفاه اجتماعی ایران در دولت سیزدهم استعفا داد.[۲۰][۲۱]
- ۱۵ ژوئن - سردار بردی‌محمداف رئیس‌جمهور ترکمنستان وارد ایران شد.[۲۲][۲۳][۲۴]

### سپتامبر
- ۱۶ سپتامبر - کشته‌شدن مهسا امینی

### اکتبر
- ۲۶ اکتبر - حادثه تروریستی شاهچراغ (حرم احمد ابن موسی)

## رخدادها

### طبیعی
۱ ژانویه (۱۱ دی ۱۴۰۰)
هشدار قرمز سازمان هواشناسی ایران دربارهٔ بارش شدید باران و احتمال وقوع سیل، سازمان هواشناسی ایران نسبت به بارش شدید باران در چهار استان جنوب کشور و سیلابی شدن مسیل‌ها و طغیان رودخانه‌ها هشدار داد.
سیل در جنوب و شرق ایران؛ یک کودک هشت ساله در بندرعباس جان باخت.
۲ ژانویه (۱۲ دی ۱۴۰۰)
مدیرکل بحران استان تهران: ورامین، شهریار و بخش‌هایی از شهر تهران در معرض فرونشست قرار دارند.

### حوادث
۱ ژانویه (۱۱ دی ۱۴۰۰)
وقوع «آتش‌سوزی گسترده» در میدان گازی پارس جنوبی و حمله سایبری تکذیب شد. برخی تصاویر و ویدئوهای منتشر شده در اوایل روز شنبه ۱۱ دی‌ماه در شبکه‌های اجتماعی از جمله توئیتر از وقوع آتش‌سوزی گسترده در بزرگ‌ترین میدان گازی ایران حکایت دارد ولی مقام‌های شرکت نفت و گاز پارس می‌گویند آتش‌سوزی «در فاصله ۱۵ کیلومتری» از سکو ۱۶ و در پی «برخورد صاعقه با گاز نشت‌یافته به سطح آب» رخ داده بود اما بلافاصله پس از قطع تولید گاز، «آتش نیز مهار شد».

## جامعه

### حقوق بشر
۲ژانویه (۱۲ دی ۱۴۰۰)
سازمان حقوق بشر اهواز گزارش داد عادل کیانپور، زندانی سیاسی محبوس در زندان شیبان اهواز پس از یک هفته اعتصاب غذا در اعتراض به محرومیت از حق دادرسی عادلانه و بدون رسیدگی پزشکی، روز شنبه جان باخت.
به گزارش یک سایت حقوق بشری، ۲۴۴ شهروند در مناطق کُردنشین ایران در سال ۲۰۲۱ با خودکشی به زندگی خود پایان داده‌اند و ۵۲ نفر از آن‌ها کودک بوده‌اند.

## ورزش

### فوتبال
لیگ برتر
جام حذفی
سوپر جام

## حاکمان
- رهبر جمهوری اسلامی ایران: سید علی خامنه‌ای
- رئیس‌جمهور ایران: سید ابراهیم رئیسی
- مجلس شورای اسلامی: محمدباقر قالیباف
- قوه قضائیه جمهوری اسلامی ایران: غلامحسین محسنی اژه‌ای